# Zonsverduistering van 11 mei 2097

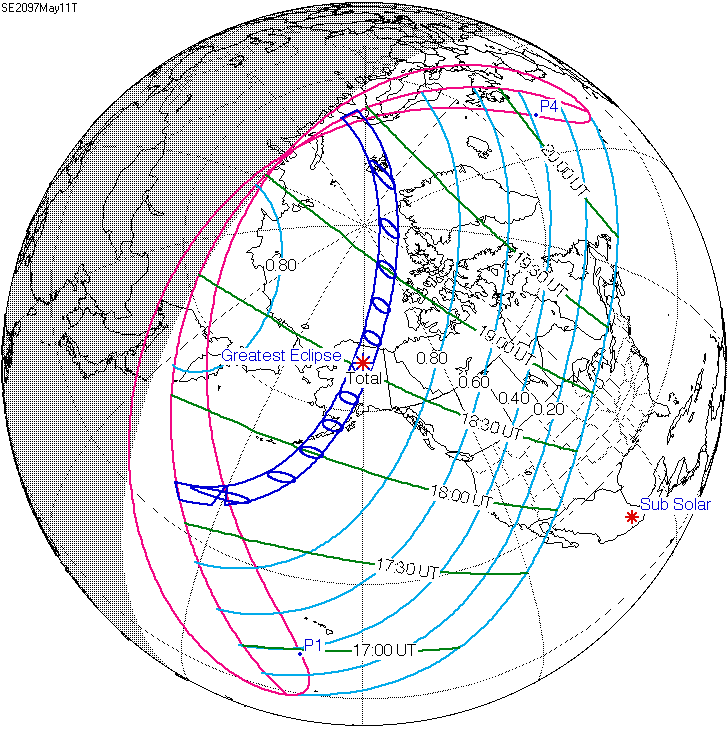
De zonsverduistering is te zien tussen de blauwe lijnen.

De totale zonsverduistering van 11 mei 2097 trekt veel over zee, maar is achtereenvolgens te zien in deze vier landen: Alaska, Spitsbergen, Noorwegen en Rusland.

## Lengte

### Maximum
Het punt met maximale totaliteit ligt in Alaska vlak bij Wiseman en duurt 3m10,0s.

### Limieten
| Fenomeen                    | Code | Tijdstip UTC |
| --------------------------- | ---- | ------------ |
| Eerste contact bijschaduw   | P1   | 16:18:57.2   |
| Eerste contact kernschaduw  | U1   | 17:35:07.0   |
| Kernschaduw compleet vanaf  | U2   | 17:39:43.0   |
| Bijschaduw compleet vanaf   | P2   | Niet         |
| Maximum eclips              | GE   | 18:31:37.8   |
| Bijschaduw compleet t/m     | P3   | Niet         |
| Kernschaduw compleet t/m    | U3   | 19:23:09.6   |
| Laatste contact kernschaduw | U4   | 19:27:49.0   |
| Laatste contact bijschaduw  | P4   | 20:44:01.6   |